# Münsters sexdagars

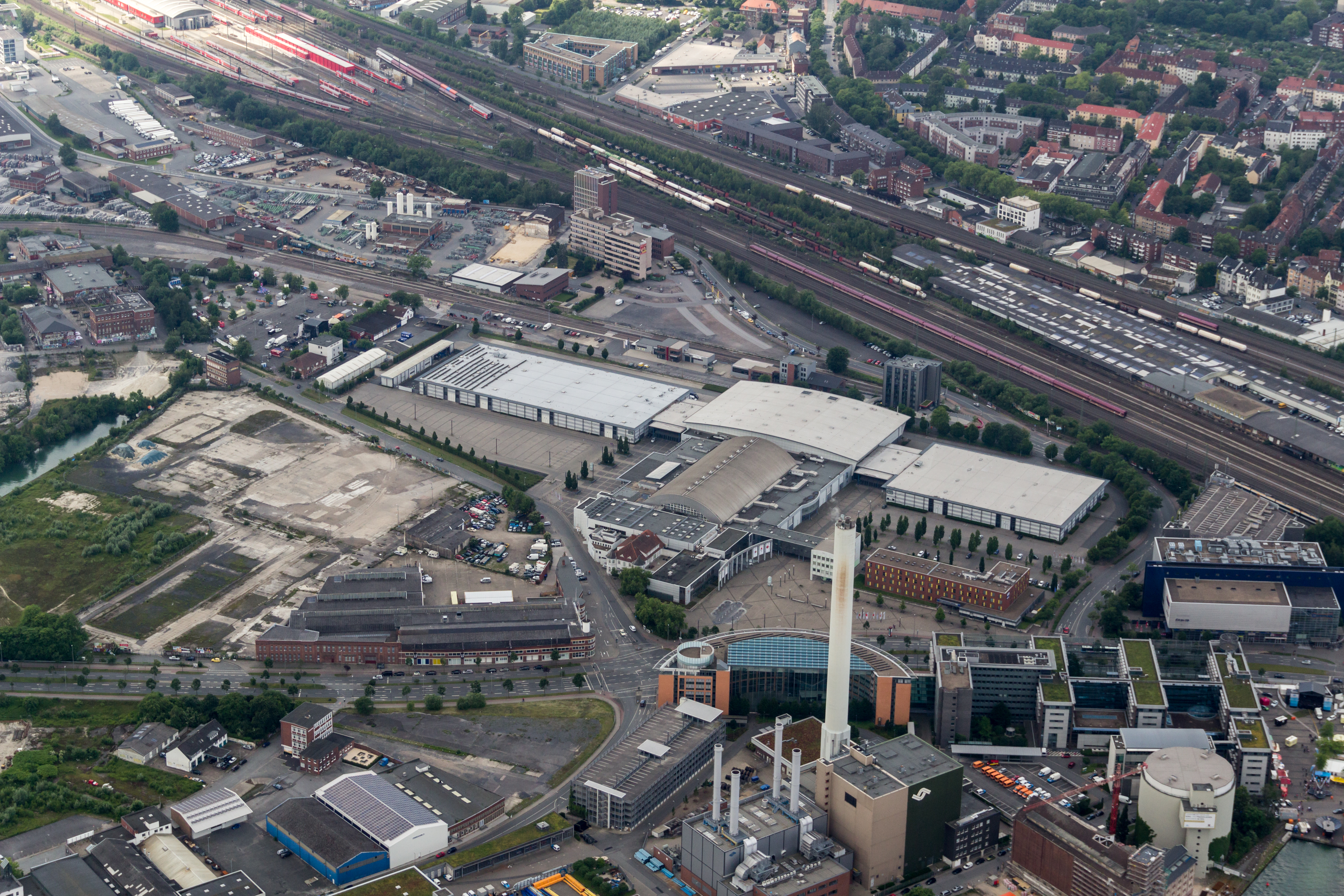
Münsterlandhalle 2014.

Münsters sexdagars var ett tyskt sexdagarslopp i bancykling som arrangerades i Münster. Första upplagan kördes från 17 till 23 mars 1950. Loppet under vintern 1950/1951 kördes från 26 december till 1 januari och därefter kördes det i november från 1951 till 1960. Efter ett års uppehåll kördes det sedan i november/december till och med 1981. Det återuppstod i september 1987, men efter ännu en upplaga i oktober 1968, lades det ner och har inte arrangerats sedan dess (till och med 2024). Loppet hölls i den efter andra världskriget nyuppbyggda Münsterlandhalle (den gamla hade förstörts vid ett bombanfall) på en 153,846 m lång bana.
Flest segrar, fem stycken, har schweizaren Jean Roth.

## Podieplaceringar
| År                   | Vinnare                             | Tvåa                                    | Trea                                   |
| 1950 mars            | Gustav Kilian Jean Roth             | Cor Bakker Henk Lakeman                 | Ludwig Hörmann Jean Schorn             |
| 1950 dec.– 1951 jan. | Ferdinando Terruzzi Severino Rigoni | Ludwig Hörmann Hans Hörmann             | Rudi Mirke Jean Roth                   |
| 1951 nov.            | Ferdinando Terruzzi Severino Rigoni | Émile Carrara Guy Lapebie               | Robert Naeye Ernest Thyssen            |
| 1952                 | Walter Bucher Jean Roth             | Ferdinando Terruzzi Severino Rigoni     | Reginald Arnold Alfred Strom           |
| 1953                 | Walter Bucher Jean Roth             | Werner Holthöfer Hans Preiskeit         | Waldemar Knocke Heinz Zoll             |
| 1954                 | Ludwig Hörmann Hans Preiskeit       | Lucien Gillen Ferdinando Terruzzi       | Walter Bucher Jean Roth                |
| 1955                 | Gerrit Peters Gerrit Schulte        | Valentin Petry Walter Schurmann         | Walter Bucher Jean Roth                |
| 1956                 | Manfred Donike Edi Gieseler         | Dominique Forlini Georges Senfftleben   | Valentin Petry Walter Schurmann        |
| 1957                 | Armin von Büren Jean Roth           | Heinz Scholl Günther Ziegler            | Herbert Weinrich Heinz Zoll            |
| 1958                 | Fritz Pfenninger Jean Roth          | Valentin Petry Klaus Bugdahl            | Even Klamer Knud Lynge                 |
| 1959                 | Lucien Gillen Peter Post            | Hans Junkermann Ferdinando Terruzzi     | Fritz Pfenninger Mino De Rossi         |
| 1960                 | Hans Junkermann Fritz Pfenninger    | Manfred Donike Rolf Roggendorf          | Walter Bucher Oscar Plattner           |
| 1961                 | ej avhållet                         |                                         |                                        |
| 1962                 | Rudi Altig Hans Junkermann          | Emile Severeyns Rik Van Steenbergen     | Klaus Bugdahl Fritz Pfenninger         |
| 1963                 | Freddy Eugen Palle Lykke Jensen     | Peter Post Fritz Pfenninger             | Dieter Kemper Horst Oldenburg          |
| 1964                 | Dieter Kemper Horst Oldenburg       | Klemens Grossimlinghaus Rolf Roggendorf | Freddy Eugen Palle Lykke Jensen        |
| 1965                 | Freddy Eugen Palle Lykke Jensen     | Klaus Bugdahl Klaus May                 | Hans Junkermann Horst Oldenburg        |
| 1966                 | Dieter Kemper Horst Oldenburg       | Klaus Bugdahl Tom Simpson               | Klemens Grossimlinghaus Winfried Bölke |

| År         | Vinnare                          | Tvåa                              | Trea                              |
| 1967       | Klaus Bugdahl Patrick Sercu      | Dieter Kemper Horst Oldenburg     | Hans Junkermann Wolfgang Schulze  |
| 1968       | Rudi Altig Klaus Bugdahl         | Dieter Kemper Horst Oldenburg     | Freddy Eugen Palle Lykke Jensen   |
| 1969       | Wolfgang Schulze Horst Oldenburg | Winfried Bölke Wilfried Peffgen   | Freddy Eugen Albert Fritz         |
| 1970       | Alain Van Lancker Klaus Bugdahl  | Rudi Altig Albert Fritz           | Wolfgang Schulze Wilfried Peffgen |
| 1971       | Dieter Kemper Klaus Bugdahl      | Wolfgang Schulze Wilfried Peffgen | Alain Van Lancker Jürgen Tschan   |
| 1972       | Wilfried Peffgen Albert Fritz    | Wolfgang Schulze Jürgen Tschan    | Leo Duyndam René Pijnen           |
| 1973       | Wilfried Peffgen Albert Fritz    | Dieter Kemper Klaus Bugdahl       | Günter Haritz Udo Hempel          |
| 1974       | Wolfgang Schulze Jürgen Tschan   | Dieter Kemper Klaus Bugdahl       | Günter Haritz Udo Hempel          |
| 1975       | Günter Haritz René Pijnen        | Wolfgang Schulze Jürgen Tschan    | Dieter Kemper Udo Hempel          |
| 1976       | Günter Haritz René Pijnen        | Wilfried Peffgen Albert Fritz     | Wolfgang Schulze Jürgen Tschan    |
| 1977       | Donald Allan Danny Clark         | Günter Haritz René Pijnen         | Wilfried Peffgen Albert Fritz     |
| 1978       | Wilfried Peffgen Albert Fritz    | Roman Hermann Horst Schütz        | Günther Schumacher Udo Hempel     |
| 1979       | Wilfried Peffgen Albert Fritz    | Günther Schumacher Udo Hempel     | Gert Frank René Savary            |
| 1980       | Donald Allan Danny Clark         | Roman Hermann Horst Schütz        | Wilfried Peffgen Albert Fritz     |
| 1981       | Gert Frank René Pijnen           | Roman Hermann Horst Schütz        | Wilfried Peffgen Albert Fritz     |
| 1982- 1986 | ej avhållet                      |                                   |                                   |
| 1987       | Roman Hermann Josef Kristen      | Dietrich Thurau Danny Clark       | Dieter Giebken René Pijnen        |
| 1988       | Anthony Doyle Danny Clark        | Volker Diehl Roland Günther       | Roman Hermann Dietrich Thurau     |